# Apodemus gurkha
Apodemus gurkha és una espècie de mamífer rosegador de la família dels múrids. És endèmica del Nepal. Són rosegadors de petites dimensions, amb una llargada de cap a gropa de 85 a 110 mm i una cua de 98 a 125 mm. Poden arribar a pesar fins a 33,5 g. Viu en boscos de coníferes i rododendres en altiplans temperats.